# Mohammad Khazaei
Mohammad Khazaei (* 21. September 1985) ist ein ehemaliger iranischer Leichtathlet, der sich auf den Langstreckenlauf spezialisiert hatte.

## Sportliche Laufbahn
Erste Erfahrungen bei internationalen Meisterschaften sammelte Mohammad Khazaei im Jahr 2010, als er bei den Hallenasienmeisterschaften in Teheran in 8:26,33 min die Bronzemedaille im 3000-Meter-Lauf hinter den Katari James Kwalia und Essa Ismail Rashed gewann. Im Jahr darauf belegte er bei den Asienmeisterschaften in Kōbe in 14:08,81 min den siebten Platz im 5000-Meter-Lauf und konnte sein Rennen über 10.000 Meter nicht beenden. Anschließend nahm er über 5000 Meter an der Sommer-Universiade in Shenzhen teil und verpasste dort in 14:33,63 min den Finaleinzug. 2013 bestritt er in Schiras seinen letzten Wettkampf und beendete damit seine aktive sportliche Karriere im Alter von 27 Jahren.

## Persönliche Bestzeiten
- 5000 Meter: 14:08,81 min, 9. Juli 2011 in Kōbe
  - 3000 Meter (Halle): 8:26,23 min, 24. Februar 2010 in Teheran
- 10.000 Meter: 30:56,35 min, 24. Mai 2012 in Teheran.